# 教宗
教宗（拉丁語：papa），又称教皇，是羅馬主教，為普世天主教會的最高領袖以及梵蒂岡城國君主，天主教教义上被認為是耶穌十二宗徒之長聖伯多祿权柄的继承人，被天主教会视为“基督在世之代表”。根據現行宗座宪章，教宗由符合資格的樞機透過秘密會議选举產生，通常终身任职。其主教座，即聖座，為普世天主教會的最高领导机构，享有特殊主权。現任（第267任）教宗是良十四世，於2025年5月8日當選。

## 詞源
教宗拉丁文原詞源自希腊文的，意為「父亲」，起初用于对司铎或主教的暱呼。4或5世纪时，西罗马帝国雖频繁地用称呼主教，在东罗马帝国，尤其是在希腊和俄罗斯，司铎仍然称为。

## 沿革
主教的尊崇地位，在基督教成形之初就出現端倪。從《宗徒大事錄》时期開始，耶穌的宗徒及門徒們在猶太會堂講道，但大部分基督徒聚會是分散在各個家庭中進行，當羅馬帝國迫害他們時甚至會在地下墓穴中進行，因此聚會地點相當分散，這些家庭聚會漸漸地以大城市為中心形成教區的概念，在教區中就設立主教，主教或教父這個詞在中文裡也被譯為監督或長老，聖經中多次提到使徒召集各地長老晤談，這些長老在接受使徒的教導後，便將教導帶回各教區，逐漸地長老繼承使徒成為各地方教會的宗教領袖。在此期間，主教尤其羅馬主教在基督教界內擁有重要的精神權威，但還沒有與羅馬皇帝同等程度的權力。

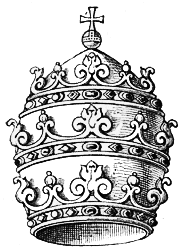
教宗的三重冕，象征教宗之训诲、圣化、治理三项神权

教宗（羅馬主教）的首席地位是在一連串的歷史演變中逐漸形成的。主教在社會上擁有很大的權力也來自歷史因素。初期教會的《聖經》及使徒書信多半由人工抄寫在羊皮紙上，流傳不廣，加上當時教徒多不識字，致使主教掌握解釋權，各地主教權威甚至高於《聖經》，特別是諾斯底主義的流行使得長老們在消滅「異端」的過程中，強化了主教的權力。其次，由於初代幾位具影響力的教父（教會領袖，特別是神學家）十分看重與強調主教制度，無形中提高了主教的地位，例如伊格納修、愛任紐、居普良等，其中居普良提倡主教制度最為出力，他說，一切的主教都是平等的，背叛主教就是背叛教會。
初期教宗在政教合一的情况下聽命於東羅馬帝國（或西羅馬帝國）皇帝。在教宗國建立之前，東羅馬歷代皇室以保护东方基督教会为名管理堡主教行政，通过主持大公会议、任命或廢黜任何一位五大主教（即羅馬主教、亞歷山大主教、安提阿主教、君士坦丁堡主教、以及耶路撒冷主教），给他们的权力设置界限。在451年迦克墩公會議中，皇帝馬爾西安的妻子普爾喀麗亞皇后和亞歷山大主教狄奧斯庫若發生口角而且後者還顶嘴，皇后掌摑了主教並命令衛兵將他關起來，皇帝只能將他流放。而羅馬主教則對西方教會擁有普遍權威，由於西羅馬帝國滅亡和日耳曼人不斷入侵義大利半島，羅馬主教日益尋求擺脫皇权控制。這些緊張關係最終導致了日後的東西教會大分裂，基督教會正式分裂為東正教和羅馬天主教兩大分支。
直到640年代東羅馬帝國受伊斯蘭教阿拉伯帝國興起後喪失耶路撒冷、安提阿和亞歷山大，剩下羅馬主教和君士坦丁堡主教分別成為西、東方教會領袖，而羅馬主教在政權分裂的西部地區因數次與入侵蠻族斡旋成功，其地位與君主有過之而無不及。
羅馬主教位階高於其他主教，主因有八：
- 羅馬是羅馬帝國首都。
- 羅馬皇帝尼祿曾以羅馬大火，作為屠殺基督徒的藉口。相傳宗徒保祿與伯多祿在此次迫害中殉道，因羅馬受到最大迫害，而受到基督徒欽佩。
- 羅馬教會曾慷慨救濟災荒，特別是對耶路撒冷。
- 330年，罗马帝國遷都拜占庭，羅馬主教成為西方教會領袖。
- 東方教會受希臘文化影響、傾向神祕主義、較為感性，而羅馬代表的西方教會受羅馬法影響，重視用邏輯推理、嚴謹的方式解讀聖經，因此公元4至5世紀，東方教會在爭論神學問題時常由羅馬主教仲裁。
- 羅馬教會人才輩出，有許多傑出神學家。
- 基於對《瑪竇福音》第16章第18-19节的解釋，認為伯多祿是羅馬教會首任主教，所以羅馬主教擁有主教正統。[9]

中世紀的主教掌握《聖經》解釋權，同時基督教信仰在此時也控制了整個西方世界，羅馬教會有了教廷之稱，羅馬宗主教也有了教廷之長（教宗）的地位，其影響力及影響範圍甚至超過在地政權，執政者也以受教宗加冕為其統治的法理基礎，教宗也可以從各地教會獲得捐稅，且掌握神職人員的任用以及教會司法權。
中古時期，由於神職人員的腐敗，教廷勢力漸漸低落，1300年左右，義大利和法國彼此爭奪對教會的影響力，教宗克勉五世被法蘭西國王菲利浦四世擄到法蘭西王國的亞維農（現為法國領地），是為亞維農教廷，形成七任教宗都在亞維農治事的亞維農時期。在14至15世紀，英、法兩國因不願羅馬教會干涉內政，將神職人員任用及教會司法權收歸君主，但仍向羅馬教廷納稅。
1378年教會遷回羅馬，並選出意大利籍的教宗烏爾班六世，但13位樞機主教另立法国人克雷芒七世为教宗，而造成分裂。1409年召開的比薩會議決議欲以另立一位新教宗來取代前述兩位教宗，但烏爾班六世跟克雷芒七世均未出席會議，各國仍擁護各自認定的教宗，結果形成了有三個教宗的局面。
1415年康士坦斯大公會議採取會議至上主義，罷黜三位教宗，結束教會分裂，但此時仍無法解決教廷腐敗的問題。1517年，在德意志宗教改革中，馬丁·路德數次與教廷辯論，堅持《聖經》權威高過主教，持此觀點的新教便與大公教會（中文稱為天主教會）分裂，新教也稱為抗羅宗、更正教、抗議宗，日內瓦的約翰·喀爾文、蘇黎士的烏利希·慈運理等神學家紛紛崛起，加上英國國王亨利八世與教廷的齟齬，延燒成全歐洲的宗教改革。保存原來的教廷與教宗制度者稱為大公教會，新教則服膺馬丁·路德人人皆司祭的觀點，強調每個人都可以藉由讀經、禱告直接明白天主的旨意，不需透過主教或神職人員做為媒介，因此產生了非主教制的教會體系，但仍有維持主教制的新教教會，如聖公宗。

## 頭銜
教宗（羅馬主教）的頭銜（Papal titles），用於禮儀、書信稱謂等各種稱呼方式上，這些頭銜旨在表達教宗在神學或世俗層面上的不同身份與角色。天主教會相信這些頭銜，使教宗構成所謂的「榮譽首位」，即教宗在教會尊敬性或象徵性的優先地位。這些特權不同於教宗職務中屬於聖職人員的教權，亦不具備天主賦予的「神權」（divine jure）。它們是在歷史發展過程中逐漸形成，經過世代累積而被承認，但這並不表示這些頭銜無法加以修正或改變。
羅馬主教最初的頭銜為3世紀出現的「教宗」（papa）及「教長」（pontifex）；其他頭銜則自5世紀起出現，並在中世紀逐漸完善。1716年起發行的《宗座年鑑》，歷次版本均會收錄教宗的所有頭銜。而2020年起發行的《宗座年鑑》，應教宗方濟各的要求，對教宗的頭銜重新區分：羅馬主教頭銜仍然與教宗名號
（尊號）列於版面前方，其他在歷史上陸續屬於天主教會教宗的頭銜則稱為「歷史頭銜」（Titoli storici），列於較後的版面。

### 現行頭銜
教宗頭銜登載於《宗座年鑑》。1969年，《宗座年鑑》把「天主眾僕之僕」加於教宗名號之中，並刪除「光榮在位」的語句，2006年所刪除的「西方宗主教」銜稱，後於2024年恢復；根據最新的登載排序，教宗現在的完整頭銜是：羅馬主教、基督在世之代表、宗徒長圣伯多禄之繼承人、普世教會最高教宗、西方宗主教、意大利首席主教/首牧、羅馬教省總主教暨都会主教、梵蒂岡城國國家元首及天主眾僕之僕。
- 拉丁語原文：
- 英語翻譯：英語：

### 別稱
由於教宗在中世紀時擁有超乎西歐世俗君王的精神地位，曾被明末天主教传教士译为“教化皇”，即“教皇”，继而影响周边使用汉字的國家（如日本）。另外在西方世界，教宗有時也會被敬稱為「聖父」，其意為「神聖之父」，並非指三位一體教义中的“聖父”（God the Father 或 Heavenly Father）。

## 職權
教宗被天主教會認為是耶穌在當今世界的代表，其主要任務即是領導耶穌建立的教會，並將信仰傳佈到世界各個角落。教宗的教會職權被稱為「聖座」，是以教宗為中心構成的教務領導團體。聖座除了負責管理羅馬的天主教會，還具有代表與領導全世界天主教會的功能；現今亦為國際法承認的主權實體，可與世界各國締結外交關係。
教宗雖然是羅馬教區的正權主教，但因其職務的特殊性，教宗對羅馬教區內部的管理工作，實際上交由羅馬教區代理主教與梵蒂岡城國代理主教負責。
除了宗教职务外，教宗也是梵蒂岡城國的国家元首，該國由聖座管治。梵蒂冈全境雖被意大利首都罗马所包围，然而在中世紀，教宗的统治区域一度拓展到整个意大利中部，其世俗领土——即教宗国，被称为「圣伯多祿的遗产」。尽管授予教宗对这些领土的统辖权的文件《君士坦丁御赐教产谕》，在15世纪被证明為偽造文書，但教宗对其世俗领土的统治还是延续至意大利統一為止。1870年意大利王國攻佔羅馬並立為首都後，教宗國實質上滅亡，之後的歷任教宗被迫退守羅馬城一隅的梵蒂岡山（教宗官邸與聖伯多祿大殿坐落於此），自稱「梵蒂岡之囚」，並拒絕承認意大利王國對羅馬全城的主權，造成羅馬問題。雙方的爭議一直到1929年《拉特朗条约》簽署後才結束，教宗國正式終結，取而代之的是以梵蒂岡山為領土範圍建立的梵蒂岡城國。1948年通過的《意大利共和國憲法》，再次確定該條約的合法性和有效性。

## 任職方式
教宗由樞機組成的樞機團召開秘密會議互選產生，通常為終身職，然仍可提前辭職。前任教宗逝世或辭職後，至繼任教宗選出前的職位空缺期，被稱為「宗座出缺」。現今的教宗选举制度是在1268年至1271年的三年空位期之後，於1274年召開的第二次里昂大公會議決議採用，包括樞機團在選舉時必須與外界隔離的規定；而教宗選舉在1492年起固定於梵蒂岡的西斯廷禮拜堂舉行迄今。

## 近況
若望保禄二世于1978年以58岁之齡當选教宗，也是自哈德良六世（1522年至1523年間在位）以来首位非意大利人教宗，其於2005年4月2日逝世，4月2日到18日期間為宗座出缺，4月18日开始的教宗选举秘密會議，用不足1天即選出德国籍枢机若瑟·拉青格為新任教宗，名號本篤十六世。
聖座发言人于2013年2月11日宣布，時年85岁的教宗本笃十六世因健康因素將於同月28日晚上8点退位，成为1415年以来首位主动请辞的教宗。退位后，他保留本笃十六世称号，职务改称「荣休教宗」（Pope Emeritus）。同年3月13日，阿根廷籍枢机伯格里奧當選教宗，名號方濟各 ，是額我略三世（731年至741年間在位）以後近一千三百年來，首位非出身歐洲的教宗，亦是天主教史首位來自美洲與南半球乃至首位耶穌會出身的教宗。
2022年12月31日，高齡95歲的榮休教宗本笃十六世在其寓所（教會之母修道院）逝世。
2025年4月21日，教宗方濟各在其寓所（聖瑪爾大之家）逝世，享年88歲。同年5月8日，經四輪選舉後，美國籍樞機普雷沃斯特當選第267任教宗，称号良十四世。

## 腳註
1. ↑  此詞的相對概念，為教宗擁有教會最高治理權的「權威首位」，即「教宗首席權（英语：Papal primacy）」。
2. ↑  「pontifex」原指古羅馬的祭司（英语：pontiff），拉丁文直譯為「造橋者」。基督教與古羅馬文明交融後，該詞成為對主教的代稱，最終限縮成教宗的同義詞之一，中文語境常寫為「宗座」。
3. ↑  此處使用「天主教會教宗」，是為了跟其他同樣使用「教宗」頭銜的基督教會主教做出區隔。

## 外部連結
- 聖座（页面存档备份，存于）（意大利文）
- 聖座 （页面存档备份，存于）（中文）